# 无刺海菊蛤
，是莺蛤目海菊蛤科海菊蛤属的一种。主要分布于越南、中国大陆、台湾，常栖息在潮间带低潮线到潮下带100米左右，以右壳顶部固定在珊瑚礁或岩石上。